# Skogsbäckmossa
Skogsbäckmossa (Hygrohypnum eugyrium) är en bladmossart som beskrevs av Brotherus 1908. Enligt Catalogue of Life ingår Skogsbäckmossa i släktet bäckmossor och familjen Amblystegiaceae, men enligt Dyntaxa är tillhörigheten istället släktet bäckmossor och familjen Amblystegiaceae. Enligt den svenska rödlistan är arten nära hotad i Sverige. Arten förekommer i Götaland, Svealand och Nedre Norrland. Artens livsmiljö är våtmarker, sjöar och vattendrag. Inga underarter finns listade i Catalogue of Life.

## Bildgalleri

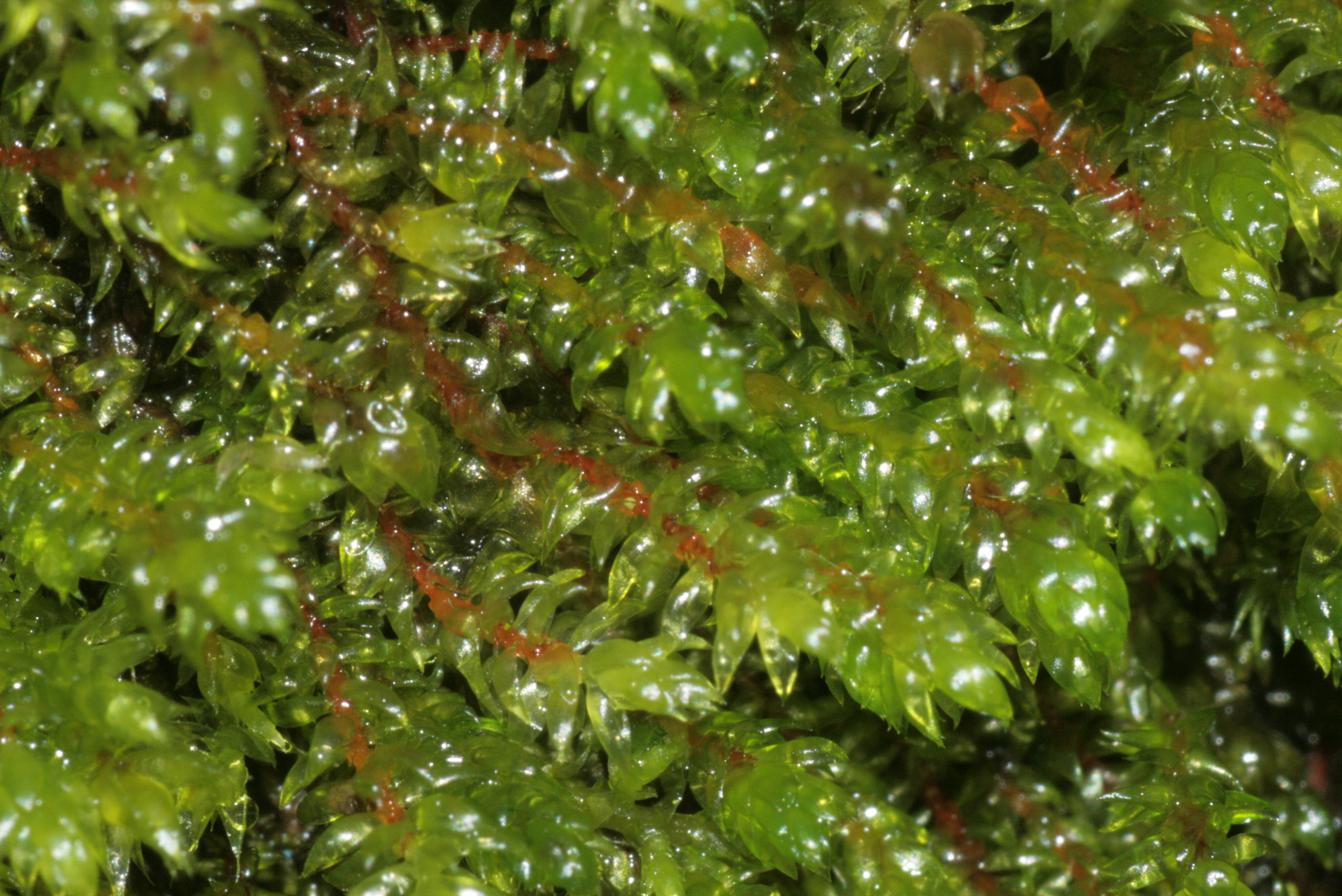
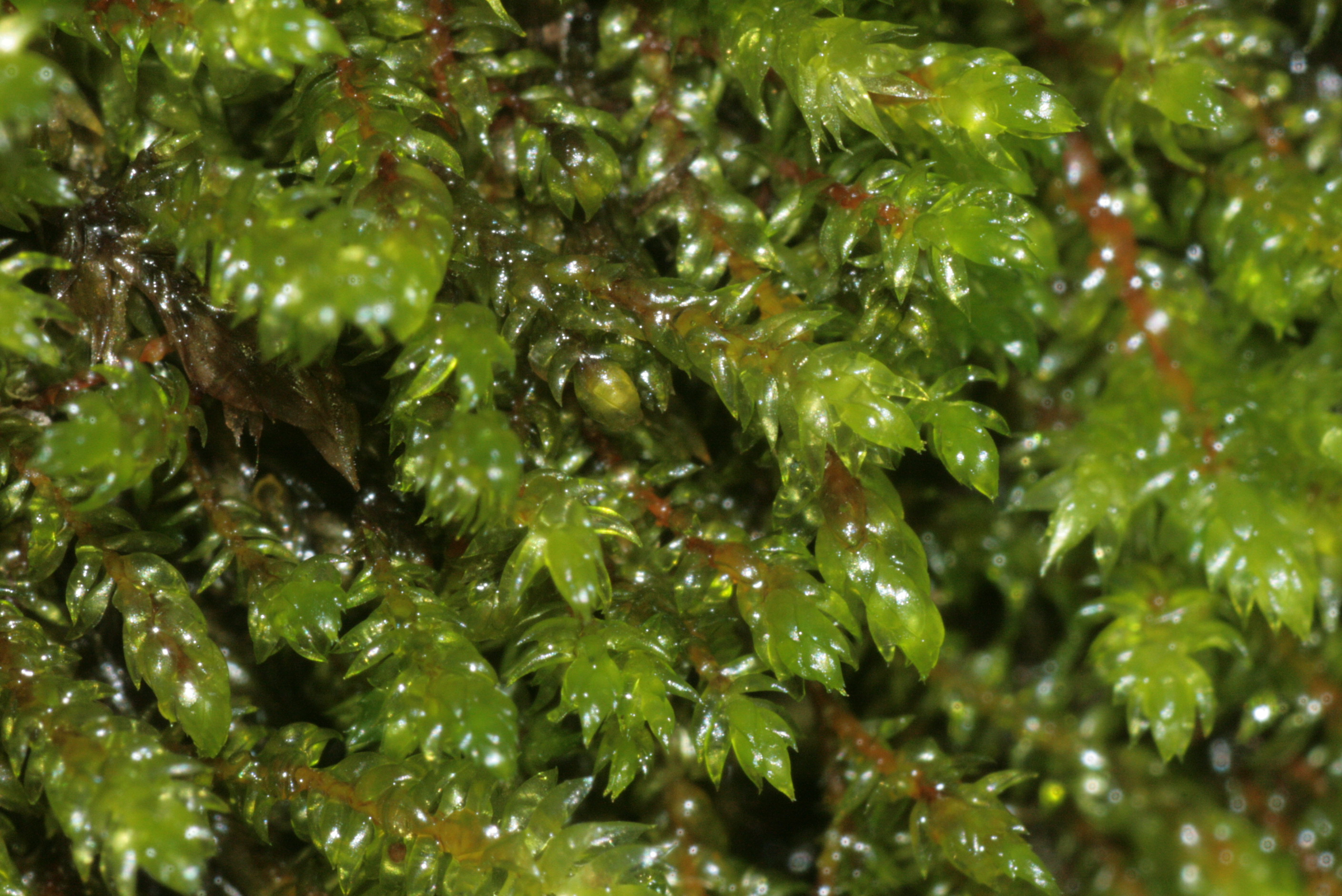
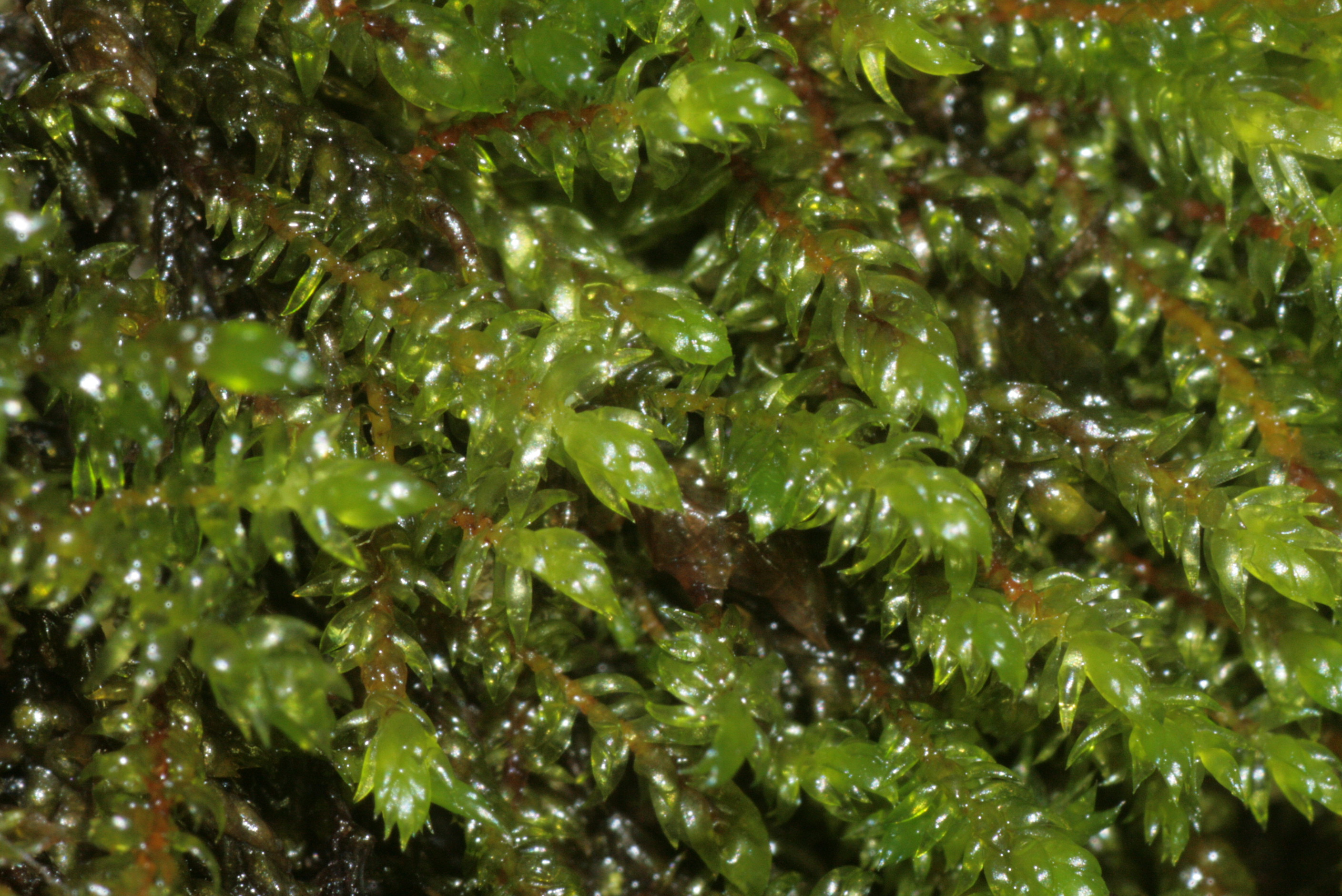
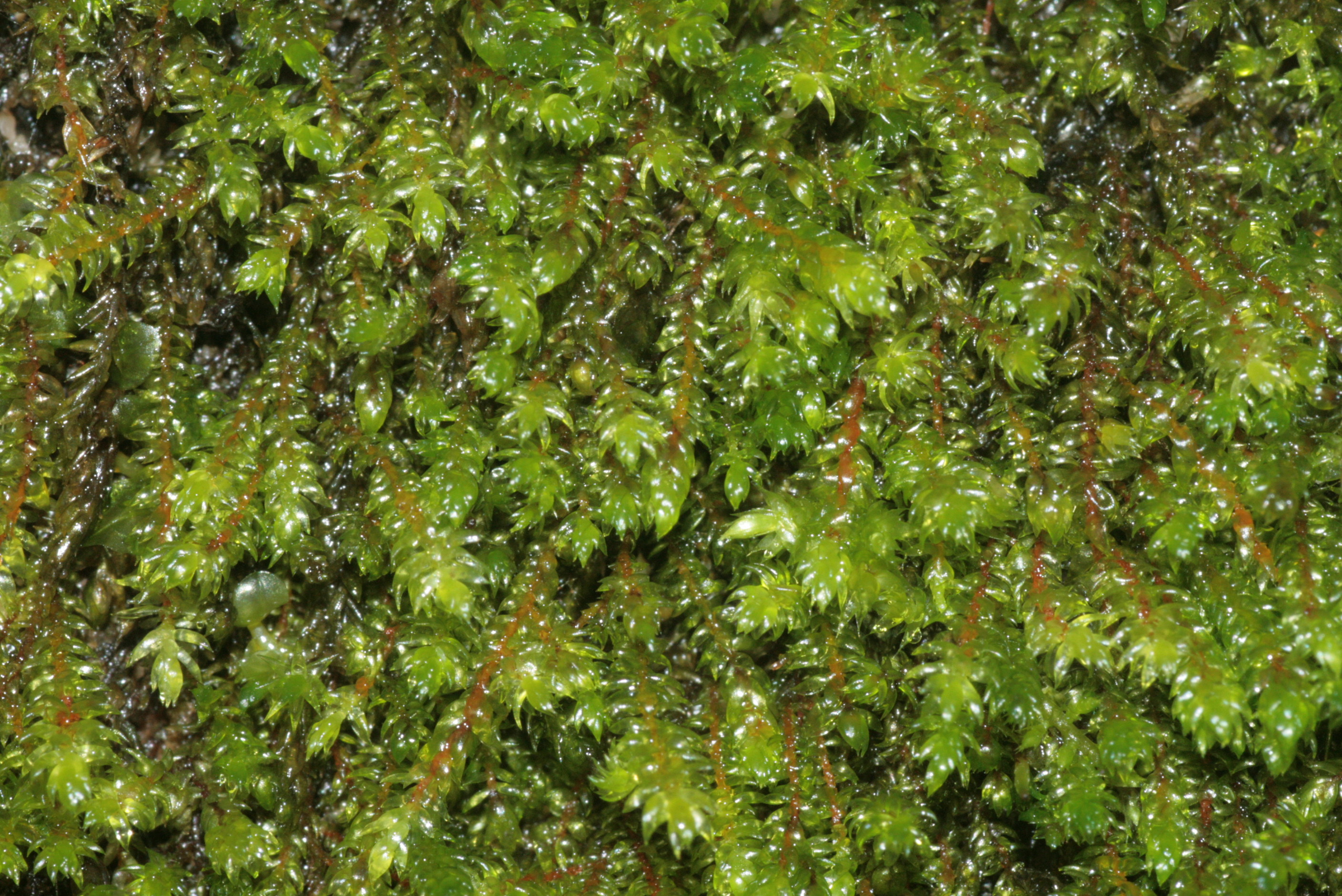
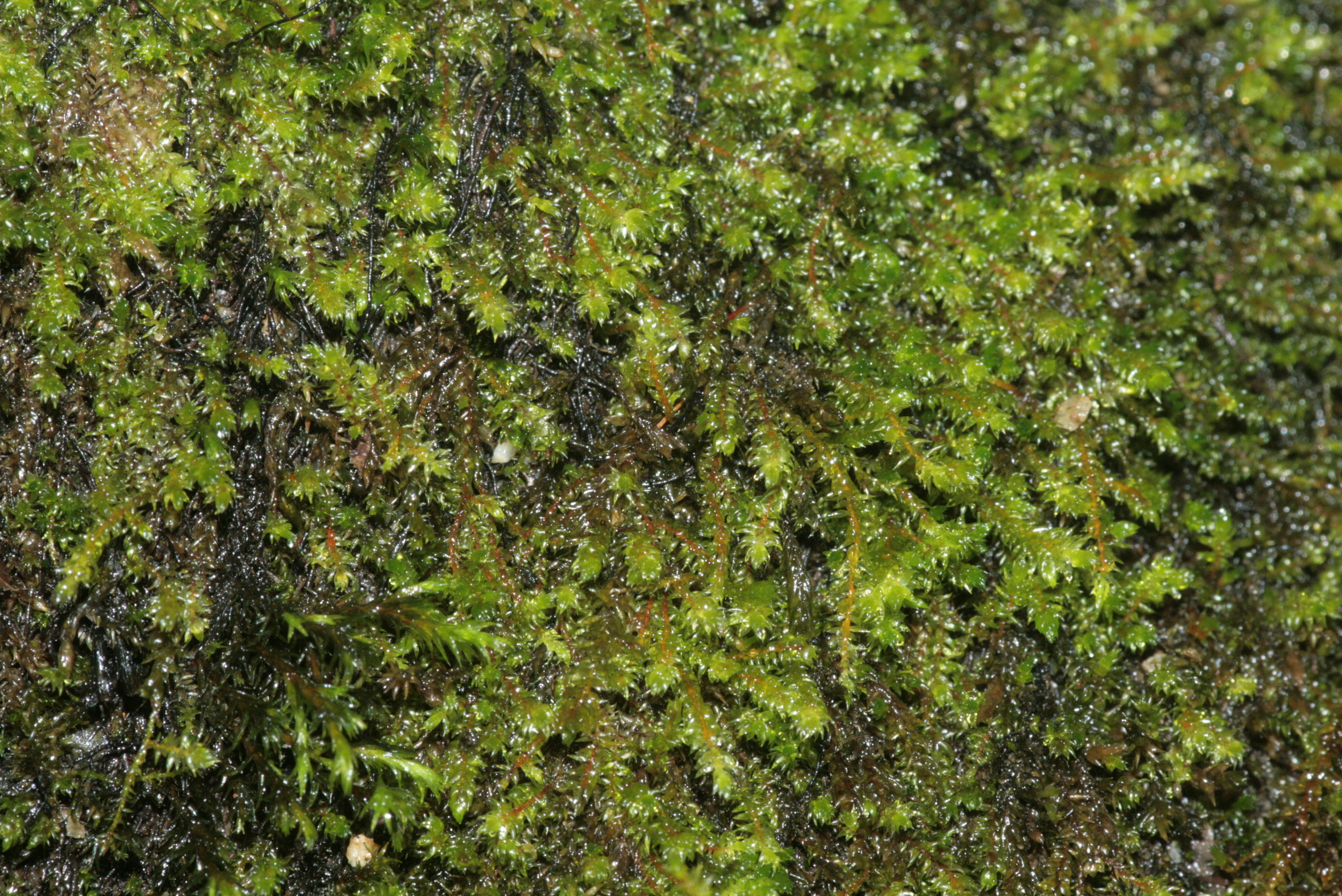
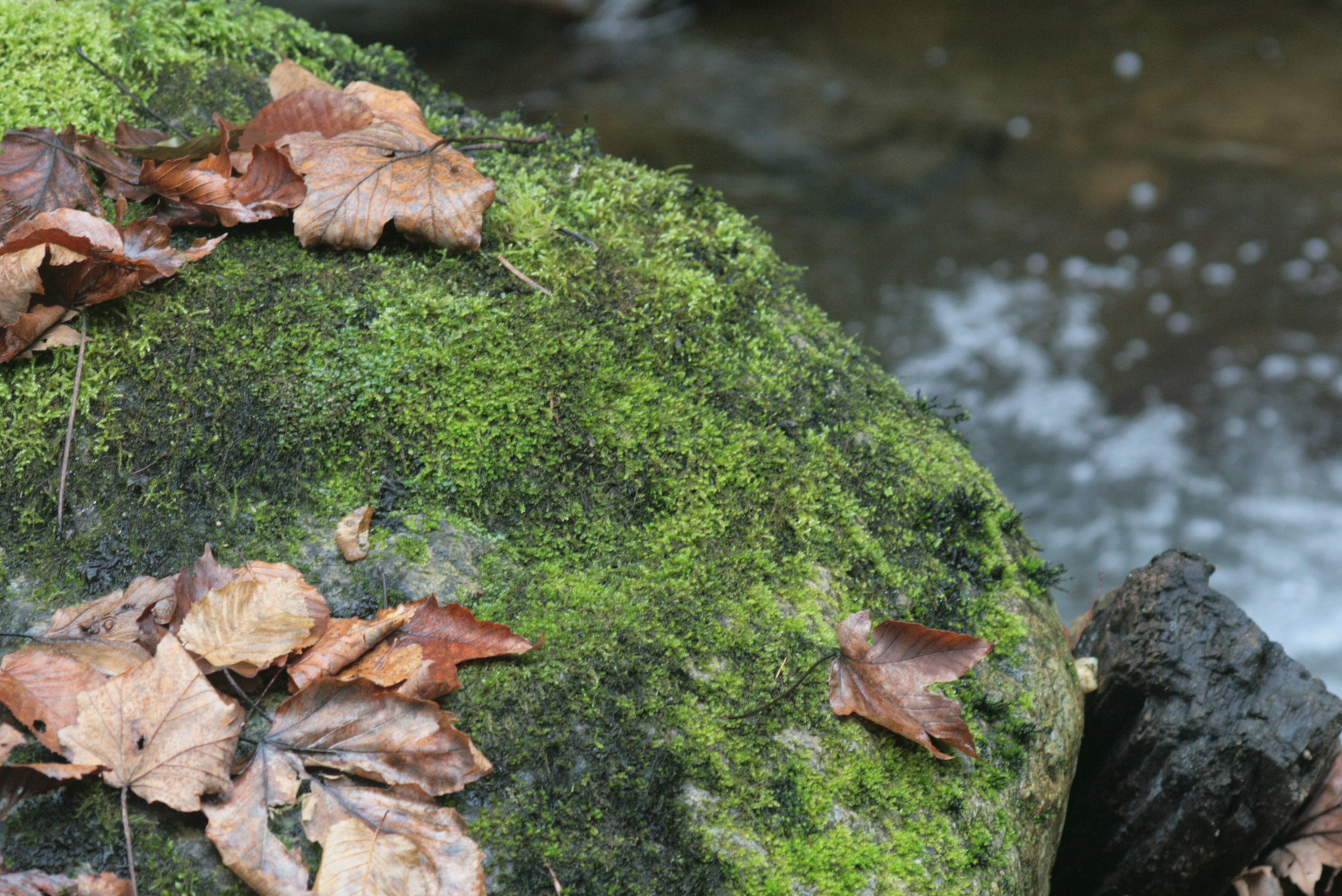